# Ansicht (Darstellung)

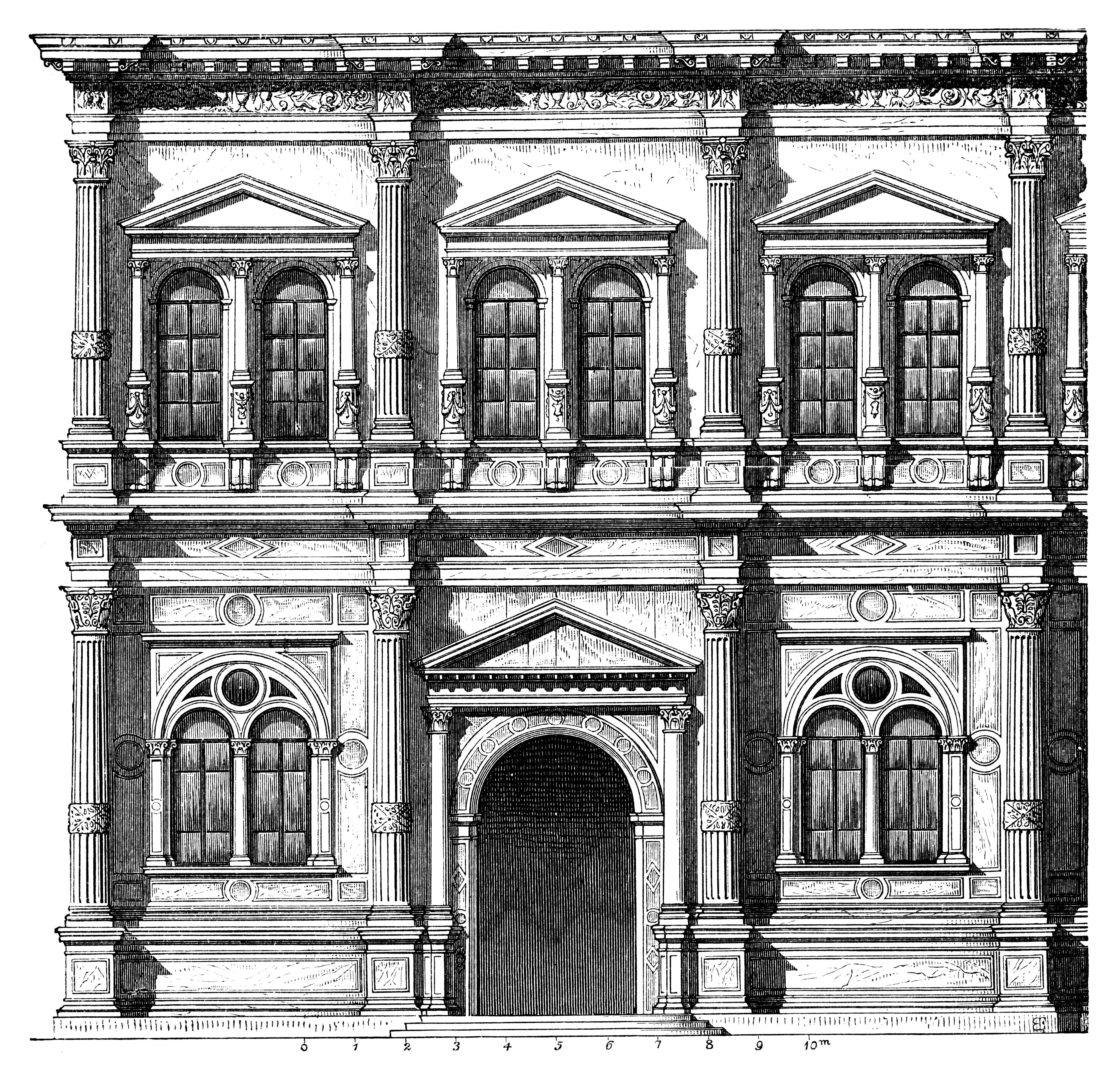
Ansichtszeichnung der Scuola di San Rocco in Venedig

Als Ansicht werden bei einer Architekturzeichnung oder technischen Zeichnung die zweidimensionalen Darstellungen eines dreidimensionalen Körpers von verschiedenen Seiten aus bezeichnet.
Im Maschinenbau kann es sich bei dem Körper zum Beispiel um ein Bauteil handeln, in Architektur und Bauwesen zum Beispiel um ein Bauwerk.

## Ansichten in der Dreitafelprojektion
In der Dreitafelprojektion werden die Ansichten aus drei rechtwinklig zueinander stehenden Blickwinkeln ausgeführt.
Generell kann man aus zwei bekannten Ansichten jede weitere Betrachtungsweise sprich Ansicht konstruieren, auch nichtorthogonale. Voraussetzung dafür ist allerdings, dass es sich nicht um die Konterposition handelt, z. B. Ansicht von rechts und Ansicht von links. Ansichten werden häufig als: „Draufsicht“ DS, „Vorderseite“ VS, „Seitelinks“ SL, „Seiterechts“ SR, „Rückansicht“ RA, oder „Ansicht von Unten“ AU, definiert. Ansichten können mit und ohne unsichtbare Kanten dargestellt werden. Häufig gegebene Ansichten sind die Draufsicht und Ansicht von vorne. Aus diesen beiden lassen sich unmittelbar die Ansichten von rechts und links konstruieren.
Die Auswahl der dargestellten Ansichten ist wichtig, da man daraus unmissverständlich die Form des dargestellten Körpers ablesen können muss.

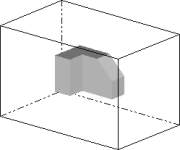
Darzustellender Körper im Projektionsquader
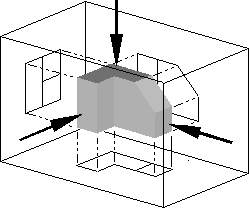
Projektion auf den Quader
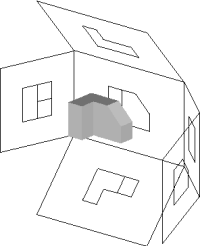
Entfaltung des Quaders
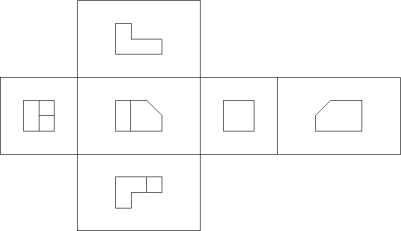
Die sechs Ansichten